# Willem van Twillert
Willem van Twillert (Spakenburg, 13 mei 1952) is een Nederlands organist en componist, sinds 1979 verbonden aan de Johanneskerk van de Vrijzinnige Geloofsgemeenschap te Amersfoort.
Hij is een broer van saxofonist Henk van Twillert.

## Loopbaan

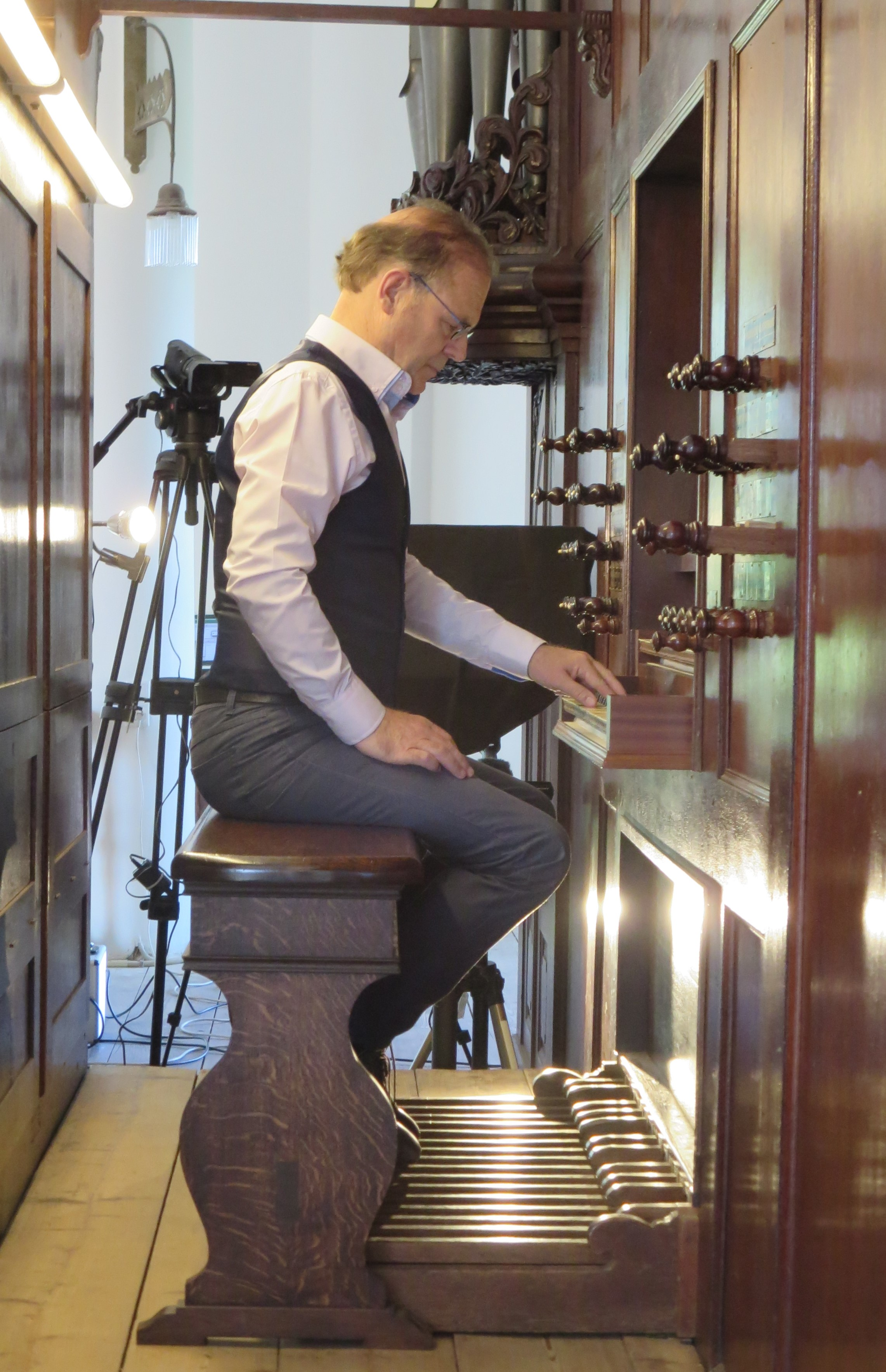
Willem van Twillert aan de klavieren van het Lohman-orgel te Farmsum

Willem van Twillert kreeg vanaf 1965 orgel- en later ook pianoles van Henk Seldenthuis orgel- en pianodocent aan de Regionale Muziekschool in Amersfoort. Willem begon zijn loopbaan als kerkorganist in 1967 in de Maranathakerk in Bunschoten. In die tijd begon hij met het schrijven van psalmbewerkingen. Van 1969 tot 1979 was hij organist van zowel de Noorderkerk als de Maranathakerk te Spakenburg. Van Twillert is in 1976 afgestudeerd aan het Conservatorium van de Vereniging Muzieklyceum te Amsterdam (Diploma Onderwijs acte B Orgel bij Piet Kee en Praktijkdiploma Protestantse Kerkmuziek bij Frits Mehrtens). In dat jaar was hij tevens finalist bij het Franse orgelconcours "Grand Prix de Chartres". In 1978 behaalde Willem cum laude het diploma Uitvoerend Musicus (UM) en de aantekening improvisatie bij de Acte B voor Orgel bij Piet Kee aan het Conservatorium van Amsterdam (voorheen Sweelinck Conservatorium). Zijn docenten waren Piet Kee (orgel) en Willem Brons (piano). Hierna studeerde Willem van Twillert incidenteel bij Gustav Leonhardt, Klaas Bolt en Harald Vogel (Duitstalige link). Sinds 1979 is hij na een vergelijkend examen, als organist met Bevoegdheidsverklaring I verbonden aan de Johanneskerk waar een Samenwerkingsgemeente van Doopsgezinden, Remonstranten en Vrijzinnige Protestanten samenkomt. Midden jaren ’80 ging hij psalmbewerkingen in klassieke stijl componeren naar het voorbeeld van Klaas Bolt, geënt op het orgel dat hij bespeelde. Later ging Willem van Twillert zijn eigen weg. Nu componeert hij ook in romantische en moderne stijl (bijvoorbeeld zijn werk voor groot orkest BRANCHES OF SINGULARITY uitgebracht door Parma Recordings.  Willem van Twillert nam ook enkele jaren les in compositie en instrumentatie bij Henk Alkema. Daarnaast componeert hij in romantische en moderne stijl (bijvoorbeeld in zijn Toccata). Zijn repertoire als concerterend organist bevat ook vaak bijzondere, zelden uitgevoerde werken. Van Twillert is jurylid geweest bij diverse Nederlandse orgelconcoursen. Zo was hij in 2000, 2004 en 2010 jurylid voor de Stichting Groningen Orgelland ten behoeve van amateur-organisten. Ook trad hij in 2003 op als jurylid bij de door het Reformatorisch Dagblad en De Orgelvriend georganiseerde compositieprijsvraag "Wie componeert het mooiste voorspel?". Samen met zijn vrouw beheert Van Twillert de Stichting Promotie Orgelprojecten (Stichting P.O.P.).

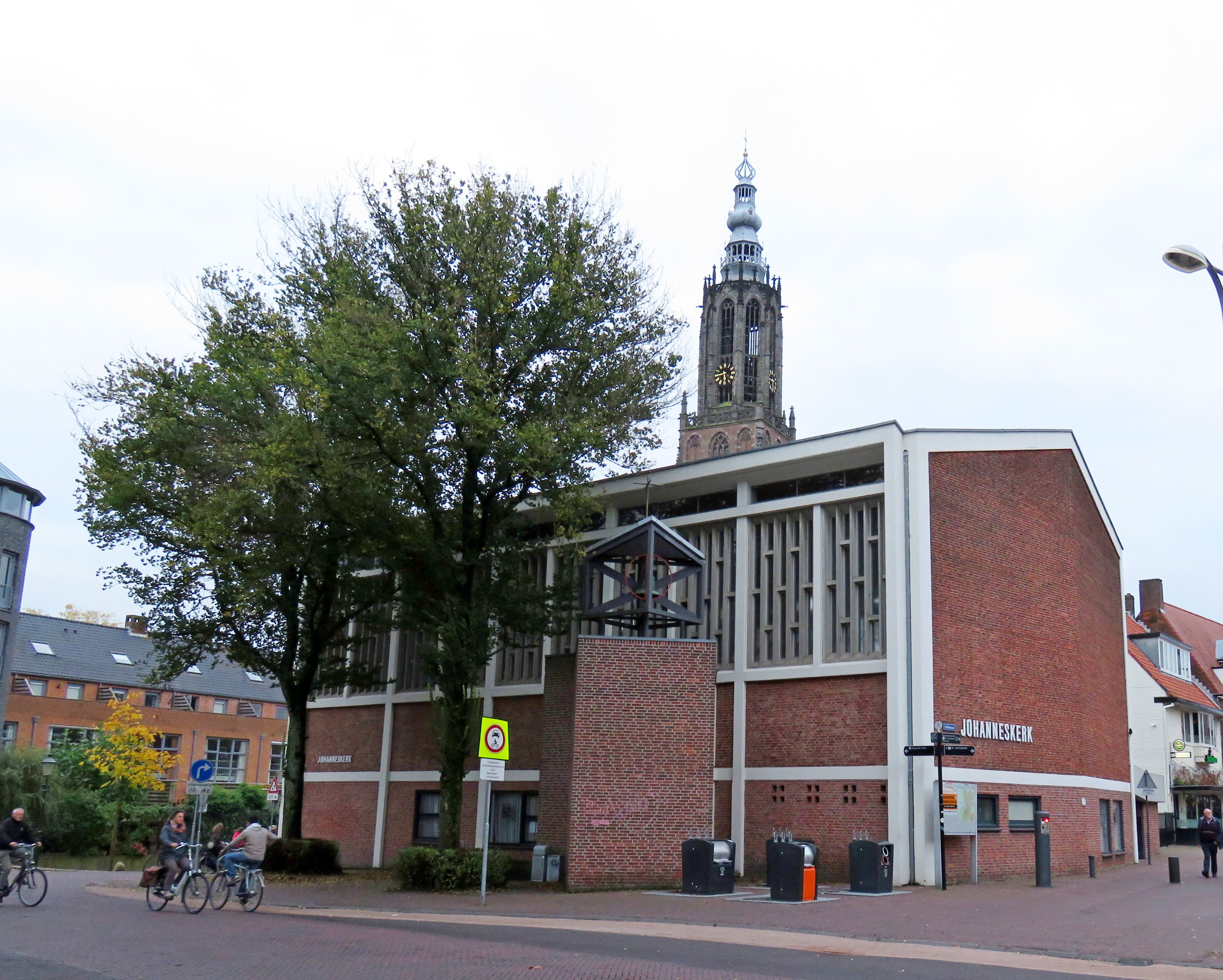
Willem van Twillert is sinds 1979 organist in de Johanneskerk te Amersfoort

Ter gelegenheid van het 400-jarig bestaan van de Remonstrantse Broederschap in 2019 kreeg Willem van Twillert van dit geloofsgenootschap de opdracht om een cantate te componeren met teksten die het ontstaan van de Remonstrantse Broederschap beschrijven. Deze cantate kreeg de naam 'Rust en verwondering'. De première was op 3 maart 2019 in de Arminiuskerk te Rotterdam.
Sytze de Vries kreeg de opdracht twee liedteksten te dichten over ditzelfde onderwerp.
Willem heeft daar de melodieën voor gecomponeerd.  

## Onderscheiding
- Ridder in de Orde van Oranje-Nassau (2019)

## Prijzen
Van Twillert won diverse compositieprijzen:
- Toccata à la Chaconne, (orgel) tweede prijs van de jury en publieksprijs Hinsz Compositieconcours, Kampen, 2005
- Sequence for choir and organ, ereprijs Poolse internationale componisten-competitie, Mikolów, 2007
- Par le Temps (orgel), Prix Gaston Litaize, Festival du Comminges in Frankrijk

## Werken (selectie)
- Plechtige Psalmfinale (Psalm16) (Uitgegeven bij Boeijenga)
- Kerstmuziek voor orgel Joachim Frisius en Willem van Twillert (Boeijenga)
- Toccata à la Chaconne
- Toccata im romantischen Stil über „Tochter Zion“ (Butz-Verlag, Bonn)
- Musicq voor het orgel (STH Records, Nijkerk)[8]
- Verschillende psalmbewerkingen voor orgel ten bate van de Stichting Charité (psalmen 4, 79, 125 en 132)
- Wat ons beweegt en Wat ons uitdaagt twee liederen op tekst van Sytze de Vries, in opdracht van de Remonstrantse Broederschap t.g.v. hun 400-jarig bestaan
- Rust en verwondering, cantate in twee delen tekst afkomstig uit "Liedekens Nopende de eeuwighe ghevanckenisse der Remonstransche Predicanten" De tekst voor het tweede deel bestaat uit onderdelen van belijdenis zoals op 10 juni 2006 vastgesteld door het "Convent van Remonstrantse predikanten"

## Cd's
- Eigen koraalbewerkingen Volume I op het Hinsz-orgel te Kampen
- Eigen koraalbewerkingen Volume II op het Hinsz-orgel te Kampen
- Willem van Twillert speelt eigen bewerkingen (Volume III) op het Van Oeckelen-orgel in de Hervormde kerk te Oud-Beijerland
- Eigen koraalbewerkingen Volume IV op het Metzler-orgel te Krefeld-Hüls (Duitsland)
- Werken uit Rococo en romantiek / Smits-orgel Oirschot
- Musicke for the Organ, Renaissance Baroque, Koororgel Bovenkerk Kampen
- Musicq voor het Orgel, König-orgel Nijmegen
- Musicq voor het Orgel, Hinsz-orgel Leens
- Musicq rond het Meere-orgel (Epe)
- IMPROVISATA, Adema-Philbert-orgel Amsterdam (Aart de Kort, Willem van Twillert, Sietze de Vries) (Mozes en Aäronkerk)
- Nun danket alle Gott, Karl Schuke-orgel Berlijn, Koraalbewerkingen van Joachim Frisisus (Joachim Frisius en Willem van Twillert) (Johanneskirche, Berlin-Lichterfelde)
- Oorspronkelijke muziek voor Orgel (Willem van Twillert), Hobo (Hans Meijer), Trompet (Herman Hopman) en Klarinet (Henk de Graaf) op het Duyschot/Flentrop-orgel te Zaandam, Hinsz-orgel te Kampen en het Scheuer-orgel te Zwolle
- Willem van Twillert, 50 jaar Stichting Hinszorgel Leens Volume 1 en 2
- Willem van Twillert Meere/Reil orgel op Urk, CD en DVD
- Branches of Singularity, I Introduction, II Tempo Giusto, III Leggiero, IV Andante e Molto Cantabile, V Tempo Giusto, VI Andante Molto Cantabile, VII Reprise, VIII Blues and Coda; Moravian Philharmonic Orchestra, Navona Records, Reason & Reverence